# Lepisorus mehrae
Lepisorus mehrae är en stensöteväxtart som beskrevs av Fraser-jenkins. Lepisorus mehrae ingår i släktet Lepisorus och familjen Polypodiaceae. Inga underarter finns listade.